# Lineair variabele differentiaaltransformator

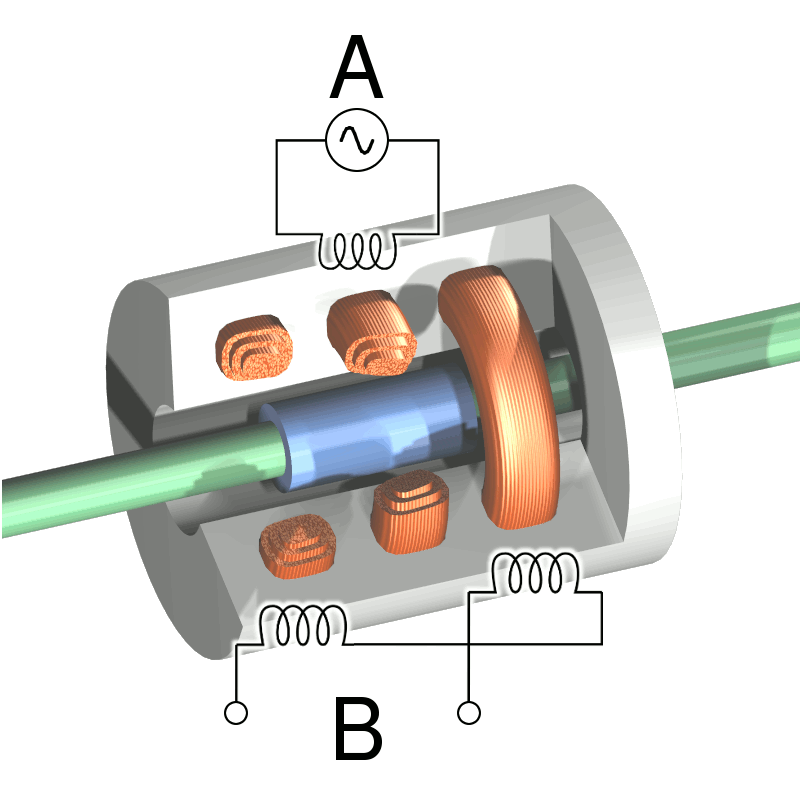
Doorsnede van een LVDT. Stroom gaat door de primaire spoel bij A, wat een inductiespanning genereert door de secundaire spoelen bij B

Een lineair variabele differentiaaltransformator (Linear Variable Differential Transformer, LVDT) is een sensor die voor het meten van lineaire verplaatsing wordt gebruikt. De werking is gebaseerd op die van een transformator met drie spoelen die achter elkaar rond een buis geplaatst zijn. De middelste spoel is de primaire, de twee buitenspoelen zijn secundair, beide secundaire spoelen moeten hetzelfde aantal windingen hebben. Een staafvormige ferromagnetische kern die aan het voorwerp vastzit waarvan de positie gemeten moet worden, glijdt langs de as van de buis.
Door de primaire spoel loopt een wisselstroom die een elektrische spanning veroorzaakt in elk van de secundaire spoelen, deze spanning is evenredig aan de wederzijdse wikkelverhouding met de primaire spoel. De frequentie van de wisselstroom ligt gewoonlijk tussen 1 en 10 kHz.

## Hoekopnemer (RVDT)
Een variant van LVDT is de Rotary Variable Differential Transformer (RVDT). Dit werkt op hetzelfde principe maar is uitgevoerd met een 2-fasige stator en enkelfasige rotor. De statorwikkelingen staan haaks op elkaar. Vanwege de uitstekende betrouwbaarheid wordt deze vaak toegepast in vliegtuigen om de stand van roeren te meten.

## Werkingsprincipe
Als de kern zich beweegt verandert de wederzijdse inductantie, waardoor de spanningen die in beide secundaire spoelen ontstaan ook veranderen. De spoelen zijn in serie geschakeld, waarbij één verbonden is in tegenovergestelde fase. Hierdoor zal de uitgangsspanning het verschil (vandaar "Differentieel") tussen de twee secundaire spanningen zijn. Wanneer de kern in zijn centrale positie is, precies gecentreerd tussen de twee secundaire spoelen, hebben beide spoelen een gelijke, maar tegenovergestelde spanning, zodat de netto uitgangsspanning nul is. 
Wanneer de kern in één richting wordt verplaatst, stijgt de spanning in één spoel terwijl die in de andere daalt. Hierdoor stijgt de uitgangsspanning van nul tot een bepaalde waarde. Deze spanning is in fase met de primaire spanning. Wanneer de kern zich in de andere richting beweegt, stijgt de uitgangsspanning ook van nul tot eenzelfde waarde, maar is dan in fase tegengesteld aan die van de primaire spoel. De hoogte van de uitgangsspanning is rechtevenredig met de afstand van de kern tot zijn centrale positie (tot zijn maximale bereik), dit is waarom het apparaat als "lineair" wordt beschreven. De fase van de spanning wijst op de richting van de verplaatsing. 
Omdat de glijdende kern niet de binnenkant van de buis raakt kan hij zich zonder wrijving bewegen, dit maakt de LVDT een hoogst betrouwbaar apparaat. Omdat het bewegende deel geen elektrische contacten heeft kan de LVDT ook volledig verzegeld worden van de buitenwereld.

## Toepassingen
LVDTs worden in het algemeen gebruikt voor positieterugkoppeling in servomechanismen, voor geautomatiseerde meting in werktuigmachines en vele andere industriële en wetenschappelijke toepassingen.